# Elis Sandberg
Elis Sandberg, född 5 augusti 1910 i Jönköping, död 21 oktober 1989, var en svensk disputerad veterinär som blev känd för ett extrakt av kalvbräss kallat THX. Namnet var från början en informell benämning, skapat genom sammandragning av ordet thymusextrakt där thymus är det vetenskapliga ordet för kroppsorganet brässen. THX tillverkades genom att kalvbräss sönderdelades i vatten och den rosafärgade vätska som återstod när de fasta delarna sjunkit ned, supernatanten, togs till vara och utgjorde själva extraktet. THX användes i början främst mot cancer, och då av läkare som rekvirerade medlet från Sandberg för att ha något att ge dem när sjukvården uttömt sina resurser.

## Forskning
Redan när Elis Sandberg tog studenten 1927 var han intresserad av immunförsvaret och det endokrina systemets roll i detsamma. Funderingarna kom sig delvis av att en av Sandbergs bröder dött i TBC. Han misstänkte att brässen kunde ha något att göra med immunförsvaret, och att svaret på varför en del människor drabbas svårt och andra lindrigt eller inte alls kunde hittas i brässen. Han påbörjade därför arbete med en avhandling om thymus, som var klar 1949. Även efter godkänd avhandling ägnade han sig åt att forska på hur cancer påverkades av hans preparat, länge vid sidan av heltidsarbete som veterinär.
Sandbergs verksamhet fick Expressen att 26 maj 1952 ha en löpsedel med texten "Svensk forskare anser sig funnit nytt medel mot kräfta" vilket kraftigt ökade det mediala och folkliga intresset för THX. 

## Behandling med THX
Från 1964 drev Sandberg en klinik i småländska Torstorp utanför Aneby där sammanlagt 150 000 patienter behandlades fram till det att kliniken lades ner år 2000. Kliniken hette Institutet för klinisk thymusforskning, och Sandberg kallade hela tiden sin verksamhet för forskning. Vid denna tid började de moderna systemen där läkemedel och läkemedelskandidater testas mot placebo ha slagit igenom, något som Sandberg såg som oetiskt. Han kunde inte tänka sig att ge något som man visste var overksamt till hjälpsökande sjuka.
Injektionerna gavs av sjuksköterskor. Även läkare fanns anställda på kliniken. En patientförening skapades kring THX, som även ordnade så THX-injektioner kunde ges på fler ställen i landet. Medlet gavs för alla möjliga åkommor. Sandberg gav medlet gratis till människor med skral ekonomi, men nekade också många som han ansåg hellre borde söka sig till den etablerade sjukvården.

## Uppmärksamhet
Elis Sandberg och hans THX, och inte minst hans långvariga strid mot myndigheterna som i flera omgångar försökte begränsa eller stoppa hans verksamhet, blev mycket välkänd. I en SIFO-undersökning 1976 uppgav 91 % av de svarande att de hade hört talas om Elis Sandberg.
Socialstyrelsen gjorde ett tiotal utredningar mellan 1954 och 1972 som inte kunde visa att medlet hade effekt. Man menade att hans verksamhet var skadlig då flera cancerpatienter avbrutit sin behandling till förmån för att prova THX. Idéhistorikern och medicinhistorikern Maria Josephson påpekar att Sandberg alltid uppmanade patienter att vända sig till den reguljära sjukvården och inte avbryta dessa kontakter även om de fick THX, men även att det förekom att patienter inte åtlytt detta råd.
År 1965 åtalades Sandberg för brott mot läkemedelsförordningen. En rad olika processer förekom under de följande åren med omväxlande påföljd; frikännande, böter, fängelsestraff, påföljdseftergift med mera. Processerna ledde till att Sandberg och hans preparat fick ännu mer medial uppmärksamhet. Lagen om naturmedel för injektion som trädde i kraft 1981 infördes enligt Josephson som ett försök att stävja Sandbergs verksamhet och lösa konflikten kring THX. Sandberg avstod dock länge från att skicka in ansökan om att få THX godkänt som ofarlighetsklassat naturmedel, då han ansåg att THX var ett riktigt läkemedel. Efter påtryckningar från patientföreningen skickades dock till slut en sådan ansökan in. År 1987 beslutade Läkemedelsverket att godkänna THX som naturläkemedel.
Josephson hävdar även att en stor del av Sandbergs dragningskraft berodde på att han var mycket skicklig på att bemöta patienter och förmedla hopp, särskilt som sjukvården länge övergav de patienter med exempelvis cancer som man inte kunde bota. Cancerläkaren Jerzy Einhorn var mycket imponerad av Sandbergs sätt att möta sina patienter och skickade sina studenter att auskultera på Sandbergs klinik, långt efter att Sandberg avbrutit forskningssamarbetet eftersom Einhorn och medarbetare inte kunde finna att medlet var verksamt.

## Tillverkningen läggs ned
Efter Sandbergs död drev sonen Göran Sandberg under en tid vidare tillverkningen av THX. Det har även funnits andra preparat som följer Sandbergs idé att extrakten ur kalvbräss har förmågan att förbättra kroppens immunförsvar, exempel kalvbrässpreparatet Enzythym som funnits på den svenska naturläkemedelsmarknaden. Medlet avregistrerades 2009. Liknande preparat går ännu att få tag i i delar av Europa.